# Lorentz-Oszillator
Das klassische Modell des Lorentz-Oszillators (nach Hendrik Antoon Lorentz) beschreibt ein an den Atomrumpf gebundenes Elektron, das durch ein elektrisches Feld zu harmonischen Oszillationen angeregt wird. Es ist eine Erweiterung des Drude-Modells.
Das Modell beschreibt die frequenzabhängige elektrische Polarisation eines Festkörpers und damit seine dielektrische Funktion. Letztere beschreibt die Frequenzabhängigkeit (Dispersion)
{\displaystyle \varepsilon =f(\omega )}
der Permittivität {\displaystyle \textstyle \varepsilon } und die damit zusammenhängenden Resonanzen. Sie ist von großer Bedeutung für die optischen Eigenschaften eines Stoffes.

## Mathematische Modellierung

Elektronen sind analog zu verschieden starken Federn (Anisotropie) an den Atomkern gebunden

Die Dynamik von Elektronen, Ionen oder permanenten Dipolen in einem Festkörper kann vereinfacht durch einen gedämpften harmonischen Oszillator beschrieben werden. Die folgende Bewegungsgleichung sei ohne Beschränkung der Allgemeinheit für Elektronen aufgestellt. Für Ionen und permanente Dipole lassen sich analoge Gleichungen aufstellen. Modellhaft kann man sich vorstellen, die Elektronen in der Atomhülle seien im Lorentzmodell mit Federn am Atomkern befestigt. Haben die Federn aller Elektronen die gleiche Federkonstante entspricht dies einem isotropen Medium. Als periodische Antriebskraft geht die Wechselwirkung mit einem monochromatischen elektromagnetischen Wechselfeld, z. B. Licht, Radio- oder Mikrowellen, ein:
{\displaystyle m{\frac {\mathrm {d} ^{2}x}{\mathrm {d} t^{2}}}+m\beta {\frac {\mathrm {d} x}{\mathrm {d} t}}+m\omega _{0}^{2}x\;=\;-eE_{0}\exp(-\mathrm {i} \omega t)}
wobei
- {\displaystyle m}: Masse des Elektrons
- {\displaystyle x}: Auslenkung des Elektrons aus der Ruhelage
- {\displaystyle t}: Zeit
- {\displaystyle \beta }: Dämpfung
- {\displaystyle \omega }: Kreisfrequenz des treibenden Feldes
- {\displaystyle \omega _{0}}: Eigenfrequenz des ungedämpften harmonischen Oszillators
- {\displaystyle e}: Elementarladung
- {\displaystyle E_{0}}: lokale Amplitude des treibenden elektromagnetischen Wechselfeldes

Die stationäre Lösung dieser Bewegungsgleichung lautet:
{\displaystyle x(t)=-{\frac {e}{m}}{\frac {1}{\omega _{0}^{2}-\omega ^{2}-\mathrm {i} \beta \omega }}E_{0}\exp(-\mathrm {i} \omega t).}

## Anwendung

### Atomares Dipolmoment
Das atomare Dipolmoment ist definiert als {\displaystyle {\vec {p}}=-e{\vec {x}}}, wobei {\displaystyle {\vec {x}}} vom Elektron zum Kern zeigt, sodass sich dieses zu 
{\displaystyle {\vec {p}}={\frac {e^{2}}{m}}{\frac {1}{\omega _{0}^{2}-\omega ^{2}-\mathrm {i} \beta \omega }}{\vec {E}}_{0}\exp(-\mathrm {i} \omega t).}
ergibt.

### Dielektrische Funktion

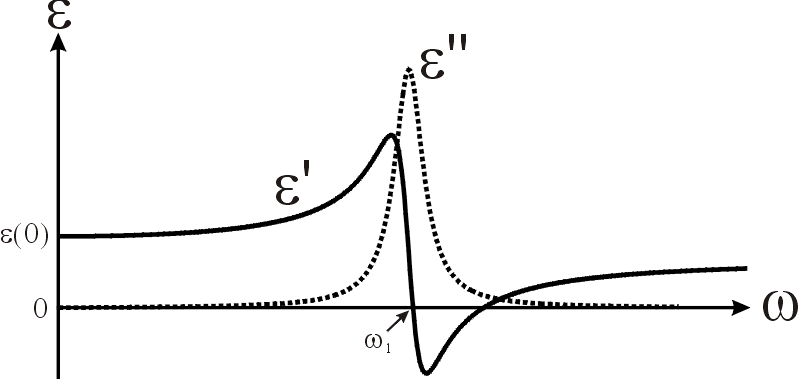
Real- und Imaginärteil der dielektrischen Funktion in Abhängigkeit von der Kreisfrequenz des treibenden Feldes

Real- und Imaginärteil der dielektrischen Funktion im visuellen Bereich für einen Halbleiter (Silicium) mit Bandübergängen in diesem Bereich; im Gegensatz zum oberen Bild ist hier als horiz. Achse die Wellenlänge aufgetragen

Mittels des Zusammenhangs zwischen dielektrischer Funktion {\displaystyle \varepsilon (\omega )} und der Polarisierbarkeit {\displaystyle \alpha (\omega )}:
{\displaystyle {\begin{aligned}\varepsilon &=1+{\frac {N_{v}}{\varepsilon _{0}/\alpha (\omega )-N_{v}/3}}\\&=1+{\frac {N_{v}}{{\frac {\varepsilon _{0}E_{0}}{e}}{\frac {\exp(-\mathrm {i} \omega t)}{x(t)}}-N_{v}/3}}\end{aligned}}}
erhält man:
{\displaystyle \varepsilon (\omega )=1+{\frac {N_{v}e^{2}}{\varepsilon _{0}m}}\cdot {\frac {1}{\omega _{1}^{2}-\omega ^{2}-\mathrm {i} \beta \omega }}}
mit
- {\displaystyle N_{v}}: Gitteratome pro Volumen (Teilchenzahldichte)
- {\displaystyle \mathrm {i} }: imaginäre Einheit
- {\displaystyle \omega _{1}^{2}=\omega _{0}^{2}-{\frac {1}{3}}N_{v}{\frac {e^{2}}{\varepsilon _{0}m}}}: verschobene Resonanzfrequenz.

Die dielektrische Funktion lässt sich wie folgt in Realteil {\displaystyle \varepsilon '} und Imaginärteil {\displaystyle \varepsilon ''} trennen:
{\displaystyle \varepsilon (\omega )\equiv \varepsilon '(\omega )+\mathrm {i} \varepsilon ''(\omega )}
mit
{\displaystyle \varepsilon '(\omega )=1+{\frac {N_{v}e^{2}}{\varepsilon _{0}m}}{\frac {\omega _{1}^{2}-\omega ^{2}}{(\omega _{1}^{2}-\omega ^{2})^{2}+\beta ^{2}\omega ^{2}}}}
und
{\displaystyle \varepsilon ''(\omega )={\frac {N_{v}e^{2}}{\varepsilon _{0}m}}{\frac {\beta \omega }{(\omega _{1}^{2}-\omega ^{2})^{2}+\beta ^{2}\omega ^{2}}}}.

### Streuquerschnitt
Der differentielle Wirkungsquerschnitt folgt aus der Larmor-Formel zu
{\displaystyle {\frac {\mathrm {d} \sigma }{\mathrm {d} \Omega }}={\frac {1}{16\pi ^{2}\varepsilon _{0}^{2}}}{\frac {1}{c^{4}}}{\frac {|{\ddot {\vec {p}}}|^{2}}{E_{0}^{2}}}\sin ^{2}\theta =\left({\frac {e^{2}}{4\pi \varepsilon _{0}}}{\frac {1}{m_{e}c^{2}}}\right)^{2}\cdot {\frac {\omega ^{4}}{(\omega _{0}^{2}-\omega ^{2})^{2}+\beta ^{2}\omega ^{2}}}\sin ^{2}\theta }
mit dem Winkel zwischen Beobachter und Dipol {\displaystyle \theta } und dem Raumwinkel {\displaystyle \Omega }. Durch Integration über den Raumwinkel ergibt sich der totale Wirkungsquerschnitt:
{\displaystyle \sigma ={\frac {1}{6\pi \varepsilon _{0}^{2}}}\left({\frac {e^{2}}{m_{e}\,c^{2}}}\right)^{2}\cdot {\frac {\omega ^{4}}{(\omega _{0}^{2}-\omega ^{2})^{2}+\beta ^{2}\omega ^{2}}}}
Aus dieser Formel ergibt sich mit den Grenzfällen {\displaystyle \omega \ll \omega _{0}} die Rayleigh-Streuung, für {\displaystyle \omega \approx \omega _{0}} die Resonanzfluoreszenz und für {\displaystyle \omega \gg \omega _{0}} die Thomson-Streuung.

## Bemerkungen
- Die Frequenzabhängigkeit der dielektrischen Funktion, des Brechungsindex sowie des Absorptionskoeffizienten werden im Wesentlichen korrekt wiedergegeben.
- Reale Materialien weisen stets mehr als nur eine Resonanzfrequenz auf, da mehrere elektronische Übergänge existieren. Jeder Übergang liefert gemäß seiner Oszillatorstärke einen Beitrag zur elektronischen Polarisierbarkeit
- Bei Festkörpern spielt die Aufspaltung in Energiebänder (Bandstruktur) eine wichtige Rolle bezüglich der möglichen Übergänge.